# Nandail
Nandail è un sottodistretto (upazila) del Bangladesh situato nel distretto di Mymensingh, divisione di Mymensingh. Si estende su una superficie di 326,13 km² e conta una popolazione di 402.727  abitanti (censimento 2011).